# Decatur City (Iowa)
Decatur City – miasto w Stanach Zjednoczonych, w stanie Iowa, w hrabstwie Decatur. 

## Demografia
W 2000 liczyło 199 mieszkańców. W 2023 liczba mieszkańców spadła do 178 osób, a gęstość zaludnienia poniżej 180 osób/km².